# Dämonensaga
Die Dämonensaga, auch als Dämonen-Zyklus (vom englischen Originaltitel the demon cycle) bekannt, ist eine abgeschlossene Dark-Fantasy-Buchreihe des US-amerikanischen Autors Peter V. Brett. Die Haupthandlung umfasst sechs (im englischen Original fünf) Bände und wurde durch mehrere Einzelromane ergänzt. 2021 wurde der erste Band einer Sequel, der Nightfall Saga, veröffentlicht.
Es wird die Welt Thesa lange nach einer wissenschaftlichen Blütezeit beleuchtet, in welcher die dezimierte Menschheit auf einem dem Mittelalter ähnlichen technologischen Stand in fünf Städten und verschiedenen Dörfern lebt. Sie wird von der Angst vor Dämonen geprägt, die des Nachts aus dem Erdinneren aufsteigen und jeden bekämpfen, der nicht unter dem Schutz von Siegeln steht. Der Leser begleitet aus unterschiedlichen Sichten die Entwicklung mehrerer Protagonisten, die den Kampf gegen die Dämonen aufnehmen, sowie auch aus der Perspektive von Dämonen selbst.

## Handlung

### Das Lied der Dunkelheit
Im Dorf Tibbets Bach wächst Arlen auf einem Hof fünf Meilen vom Dorfplatz entfernt auf. Bei einer abendlichen Dämonenattacke im Jahr 319 wird seine Mutter Silvy schwer verletzt, daher begibt er sich mit seinem Vater Jeph auf den Weg zu einer Heilerin. Anstatt einer riskanten Fahrt machen sie unterwegs auch Halt bei Harl Tanner und seinen drei Töchtern: Illain, Beni und Renna. Als Silvy auf dem weiteren Weg stirbt und Jeph Illain als neue Frau mit auf den Hof nehmen möchte, läuft Arlen davon und gelangt mit der Hilfe des Kuriers Ragen in die freie Stadt Miln, wo er bei ihm und dessen Frau Elissa unterkommt. Aufgrund seines Wunsches, selber ein Kurier zu werden, beginnt Arlen eine siebenjährige Lehre bei Siegelmeister Cob. Während seiner Ausbildung lernt er bei der Erweiterung der Schutzmaßnahmen der Bibliothek von Miln 321 Mery, die Tochter des Bibliotheksleiters Ronnell, kennen und verliebt sich. Als er jedoch vor der Wahl steht, in Miln bei Mery zu bleiben oder Kurier zu werden, verlässt er Miln ohne Abschied, um im Süden Thesas zu arbeiten. Bei seinen Erkundungen entdeckt er 328 den Speer von Kaji in den Ruinen von Anoch Sun und mit diesem verloren geglaubte Siegel zum Kampf gegen Dämonen. In Krasia als Par’chin bekannt, zeigt Arlen die Tödlichkeit des Speers beim alagai’sharak. Jardir, erster Krieger Krasias (Sharum Ka), wendet sich jedoch gegen Arlen und nimmt ihm den Speer ab, tötet ihn aber nicht, sondern setzt ihn in der Wüste aus. Dem Tode nah, erreicht Arlen die Oase der Morgendämmerung, wo er seinen Körper regeneriert. Als er feststellt, dass er immer noch seine Abschrift der Siegel des Speers bei sich trägt, beginnt er mit der Tätowierung dieser auf seinem gesamten Körper. Nach einem waffenlosen und trotzdem siegreichen Kampf gegen Sanddämonen verzehrt er aus einem Instinkt heraus das Fleisch eines getöteten Dämons.
Leesha wächst im Tal der Holzfäller auf. Nachdem das Verlöbnis der dreizehnjährigen nach einer Lüge ihres Verehrers Gared Cutter platzt, begibt sie sich 319 in die Lehre der alten, aber sehr geachteten Kräutersammlerin Bruna. Diese schickt sie 326 nach Angiers, um dort im Spital ihrer ehemaligen Schülerin Jizell weitere Erfahrungen zu sammeln. Dort behandelt sie 332 den angehenden Jongleur Rojer, nachdem dieser zusammen mit seinem Begleiter Jaycob im Auftrag ihres Neiders Jasin Goldentone niedergeschlagen wurde. Rojer ist Waise und stammt ursprünglich aus Flussbrücke, wuchs aber bei dem Jongleur Arrick Sweetsong auf. Dieser vermittelte ihm bis zu seinem Tod die Techniken eines Jongleurs, obwohl Rojer an einer Hand der Zeige- und Mittelfinger fehlen. 329 hatte Rojer entdeckt, dass sein Spiel der Violine Dämonen beeinflussen kann. Er und Leesha machen sich zusammen auf den Weg ins Tal der Holzfäller, wo eine Krankheitswelle den Einwohnern zu schaffen macht. In Angiers gilt Rojer jedoch als tot. Unterwegs werden die beiden von Wegelagern angegriffen, die Leesha vergewaltigen, Rojers Violine zerstören und neben anderen Sachen den tragbaren Siegelzirkel stehlen. Hilflos der kommenden Nacht ausgeliefert, kommt ihnen zufällig Arlen zu Hilfe. Er hat sich inzwischen einen Namen als Schreck der Dämonen gemacht und geleitet Leesha und Rojer zum Ziel. Dort angekommen, kümmern sie sich einerseits um die Kranken, bereiten aber andererseits auch die Einwohner auf einen Kampf mit Dämonen in der kommenden Nacht vor.

### Das Flüstern der Nacht
Der zweite Band beschreibt analog zum Werdegang von Arlen, Leesha und Rojer im ersten Band nun das Aufwachsen von Jardir und Abban. Beide beginnen im Jahr 305 ihr Training als nie’Sharum. Die Ausbildung weist außer Ehrerbietung den Ausbildern gegenüber wenige Regeln auf, sodass vor allem körperliche Dominanz gefördert wird. Jardir und Abban unterstützen einander, bis sich Abban 308 bei einem Sturz das Bein so bricht, dass es nie wieder ordentlich heilt. Damit als Krieger untauglich und dementsprechend in die Kaste der khaffit herabgestuft, wird er jedoch auf dem großen Bazar von Krasia schnell zu einem guten Händler, heiratet mehrere Frauen und hat Kindern. Jardir hingegen beweist an der Seite seines ajin’pal Hasik als heranwachsender Krieger zusehends Talent und wird unter anderem mit dem nie’dama Ashan in der waffenlosen Kampfkunst der dama unterrichtet, um anschließend die Leitung einer Kriegergruppe übernehmen zu können. Er heiratet als erste Frau dama’ting Inevera, die ihn mit ihren Fähigkeiten, unter anderem Wahrsagerei, unterstützt. So steigt er zum Sharum Ka auf. Mit dem Verrat an Arlen und dem Speer von Kaji in der Hand, der die erste wirklich relevante Waffe im Kampf gegen die Dämonen darstellt, vereint er getreue Krieger und putscht sich 329 an die politische Führung. Zur Vereinigung von Krasia heiratet er eine Frau aus jedem der zwölf Stämme Krasias, die jedoch alle Inevera unterstellt sind. Getreu dem Evejah plant Jardir die Eroberung der nördlichen Städte und stützt sich dabei auf Abbans Erkenntnisse, die dieser von seinen nördlichen Handelspartnern erlangt hat. Nach dem Aufbruch aus Krasia entdeckt Jardir 332 in der Ruine Anoch Sun das Relikt Krone von Kaji. 333 nimmt die Armee aus Krasia Rizon ein und stockt die eigene Versorgung auf. Die Bevölkerung von Rizon assimiliert oder flieht.
Tausende der Flüchtlinge gelangen ins Tal der Holzfäller, welches mit der Anzahl überfordert ist. Arlen, Leesha und Rojer reisen nach Angiers und Miln, um um Unterstützung zu bitten sowie ein Bündnis zu formen. Leesha und Rojer kehren danach zurück und treffen auf einen Aufklärungstrupp mit Jardir. Dieser ist von den Bewohnern überrascht, da diese nicht dem Klischee nördlicher Feigheit entsprechen, sondern dem ehrenvollen Krasia gleich handeln, indem sie Dämonen bekämpfen. Daher erwägt er die Möglichkeit eines gewaltfreien Bündnisses. Zur besseren Verständigung geleiten ihn Leesha und ihre Eltern sowie Rojer und die bekannten Krieger Gared und Wonda nach Fort Rizon. Aufgrund der zahlreichen kulturellen Reibereien wird Leesha unterwegs von Abban in die Sprache und Bräuche von Krasia eingeführt, auch weil Jardir ihr den Hof macht. Rojer soll zur Stärkung des Bündnisses Jardirs Tochter Amanvah heiraten. Der neue Kurs des Shar’Dama Ka gefällt nicht allen aus Krasia. Leesha und Inevera rivalisieren, bis sie in einem gemeinsamen Kampf mit Jardir gegen einen Dämonenprinzen ein gewisses gegenseitiges Verständnis aufbauen. Arlen ist währenddessen nach Tibbets Bach zurückgekehrt, wo er jedoch unerkannt bleibt. Er rettet Renna vor der Todesstrafe, die sie für den Tod ihres Vaters erhalten hat. Sie griff zum Messer, da ihr Vater sie mehrfach vergewaltigt hatte. Nach der Aufforderung Arlens an die Bewohner, dass auch hier der Kampf gegen die Dämonen beginnen soll, stellt er siegelverzierte Waffen zur Verfügung und reist mit Renna weiter Richtung Süden. Dabei lehrt er sie Kampftechniken sowie Siegel, was im unerwarteten Kampf gegen einen Dämonenprinzen sehr von Nutzen ist.

### Die Flammen der Dämmerung
In Rückblicken wird der Werdegang von Inevera beschrieben. Als Tochter des sharum Kasaad und der Korbflechterin Manvah wird sie wie jedes Mädchen im Alter von neun Jahren zu einer dama’ting gebracht, die mithilfe des Musters von sieben siegelverzierten, geworfenen Würfeln, bestehend aus Dämonenknochen und beschmiert mit etwas Blut von Inevera, Einblicke in deren Zukunft erhält. Zur Überraschung vieler gelangen die dama’ting zu dem Schluss, Inevera als nie’dama’ting in die Ausbildung zur dama’ting zu schicken. Normalerweise werden nur Töchter der dama’ting ausgebildet, daher schikanieren Melan, Asavi und die anderen nie’dama’ting Inevera, während sie in Wahrsagen, Kampfkunst, Medizin und Liebeskunst unterrichtet wird. Trotzdem meistert Inevera alle Stufen der Ausbildung und wird zur jüngsten dama’ting seit langem. Durch die Einblicke in die Zukunft entscheidet sie sich zur Ehe mit Jardir und berät ihn bei seinem Aufstieg, seinem Verrat an Arlen sowie der Wahl der weiteren Ehefrauen und beim Kriegszug.
Arlen hat beim erfolgreichen Kampf gegen den Dämonenprinzen kurz vor dessen Tod tiefere Einblicke in das Wesen von Dämonen und der Magie selbst erhalten. So lernt er sich zu dematerialisieren und zu materialisieren, was ihm Selbstheilung sowie das Eindringen in das Erdinnere ermöglicht. Zudem kann er die Magie um sich herum nutzen, um seine eigene Kraft und die seiner Runen zu verstärken. Er heiratet zwei Wochen nach der Ankunft im Tal der Holzfäller Renna, die er weiterhin unterrichtet. Sie nimmt nun auch Dämonenfleisch zu sich, um mit Arlen mithalten zu können. Das Tal der Holzfäller hat sich dank der Flüchtlinge und der Hilfe aus Angiers weiter ausgedehnt und bildet nun von oben betrachtet selber große Siegel, welche Dämonen daran hindern, im Dorf aufzusteigen. Im Gegenzug zur Hilfe aus Angiers steht das Tal der Holzfäller nun unter Befehl von Count Thamos, wie auch Leesha, die unerwartet Jardirs Kind unterm Herzen trägt, und Rojer bei ihrer Rückkehr aus Everams Füllhorn, ehemals Rizon, feststellen. Rojer wird von Amanvah und Sikvah begleitet, die er beide geheiratet hat und die mit ihrem Gesang seine Musik und deren Effekt verstärken. Durch den Tod von zwei Dämonenprinzen beunruhigt, schickt die Dämonenkönigin zu den drei Tagen des nächsten Neumonds sieben Dämonenprinzen an die Oberfläche, um Informationen zu sammeln und die menschlichen Anführer zu eliminieren. Sowohl Jardir in Everams Füllhorn als auch Arlen und Renna im Tal der Holzfäller überleben, drei der Dämonenprinzen hingegen sterben. Durch die dennoch verlustreichen Kämpfe entscheiden sich Arlen und Jardir zu einem Zweikampf, auch damit sich die Menschen hinter einem Anführer versammeln können. Der Kampf ist ausgeglichen, doch beide stürzen von einer Klippe.

### Der Thron der Finsternis
Arlen und Jardir sind seit dem Sturz von der Klippe verschollen und gelten bei vielen als tot. Sie sind jedoch lediglich untergetaucht und nur Renna weiß davon, verschwindet aber ebenfalls bald nebst zwei sharum. Nach einer Aussprache von Arlen und Jardir willigt Jardir in dessen Plan ein. Zu fünft lauern sie am nächsten Neumond in Anoch Sun den Dämonenprinzen auf, welche die Ruinen mit deren Relikten und verbliebenen Wissen schleifen wollen. Es gelingt den fünf, sechs Dämonenprinzen und einen Gestaltwandler zu töten sowie den mächtigsten der Dämonenprinzen Alagai Ka, den Partner der Dämonenkönigin, gefangen zu nehmen. Sie hindern diesen am Dematerialisieren und befragen ihn, um einen Weg ins Erdinnere zur Dämonenkönigin zu finden.
Der Verlust des Anführers führt in Everams Füllhorn zu offenen Machtkämpfen. Zunächst wird Ashan, enger Freund Jardirs und bis dahin Anführer des Stammes Kaji, zum Andrah, indem er alle anderen Stammesführer besiegt. Die erstgeborenen Söhne Jardirs (Sharum Ka Jayan und dama Asome) streben jedoch selbst nach dem Thron und versuchen, ihren Anspruch durch ehrenhafte Taten zu legitimieren. Bei aufkommenden Unruhen und zur Sicherung der Versorgung erobert Jayan, beraten durch Abban, zu Beginn des Winters Dockstadt. Asome setzt sich hingegen dafür ein, dass auch die Kleriker im alagai’sharak kämpfen dürfen, nachdem es aus Notwendigkeit bereits khaffit, Ausländern und Frauen erlaubt wurde. Durch die Kämpfe fliehen viele Bewohner aus dem Einflussgebiet Laktons ebenfalls ins Tal der Holzfäller, welches nun an Stärke den freien Städten nahe kommt. Leesha lässt sich zum Schutz ihres ungeborenen Kindes mit Count Thamos ein, der nichts von der Schwangerschaft weiß. Sie verliebt sich jedoch in ihn und gesteht ihm, nachdem ihre Schwangerschaft bekannt wird, dass es nicht sein Kind ist, worauf ihre Beziehung bricht, allerdings nicht öffentlich. Unter Befürwortung seiner Ehefrauen nimmt Rojer die talentierte Violinistin Kendall zu dritten Frau, zum Missfallen anderer. Nach Besprechungen in Angiers reist Baron Gared mit seiner neuen Ehefrau Emelia ins Tal der Holzfäller zurück, während Count Thamos mit Unterstützung aus Rizon und der Flotte Laktons unter Kapitän Dehlia eine Rückeroberung Dockstadts vor dem endgültigen Wintereinbruch anführt, jedoch scheitert und umkommt, trotz Unterstützung des Spions Briar. Jayan nutzt die Euphorie und marschiert gegen Angiers, welches gerade unter neuer Führung steht, nachdem Duke Rhinebeck Botschafter aus Krasia bedrohte und diese anschließend ein Blutbad angerichtet hatten. Jayan ist dem Sieg nah, jedoch enthüllen stationierte Soldaten aus Miln ihre Schusswaffen. Die wiederentdeckte Technologie dreht die Schlacht um Angiers. In der Verwirrung nutzt Hasik die Chance, um den schikanierenden Jayan zu töten und Abban zu entführen, der Hasik nach früheren Rivalitäten hatte kastrieren lassen. Zur gleichen Zeit achtet in Angiers niemand auf Rojer, der nach einem missglückten Mordanschlag durch Jasin Goldentone, den er dafür tötete, ein weiteres Mal angegriffen wird und stirbt. Die Nachricht vom Tod Jayans veranlasst Asome in Everams Füllhorn zum Putsch, bei dem Ashan stirbt, Inevera jedoch Angriffe durch Melan und Asavi überlebt.

### Das Leuchten der Magie
Nach der Schlacht um Angiers kehrt die Abordnung aus dem Tal der Holzfäller dorthin zurück. Leeshas Einsatz von Magie hat jedoch Einfluss auf ihre Schwangerschaft genommen, sodass Amanvah kurz nach ihrer Ankunft Leeshas Kind, Olive, per Kaiserschnitt zur Welt bringt. Olive ist intersexuell mit beiderlei Geschlechtsteilen, wird jedoch zum Eigenschutz öffentlich als weiblich bekanntgegeben. Amanvah und Sikvah, beide schwanger, kehren anschließend nach Rojers Bestattung nach Everams Füllhorn zurück. Durch die geschwächte politische Position von Angiers und das Wachstum des Tals der Holzfäller getrieben, erklärt sich dieses bald darauf als unabhängig, was einige personelle Veränderungen mit sich bringt. Dagegen entweichen einige dutzend Einwohner, die Leesha entgegen Arlens Ratschlag als Experiment mit Siegeln bemalt hatte, ihrem Zugriff. Erst Renna, unterstützt von Briar, kann eine Abspaltung der von Stela geführten Gruppe verhindern. Renna ist ebenso wie Arlen, der öffentlich weiterhin als verschollen gilt, im Tal zu Besuch, um ihren Plan zu kommunizieren und sich zu verabschieden, falls sie bei ihrer Jagd auf die Dämonenkönigin sterben sollten. Dabei treffen beide zufällig auch auf Ragen und Elissa, die nach monatelanger Unterstützung der Einwohner Laktons nun nach Miln zurückkehren und dabei niedergeschriebene Noten von Rojer, erweitertes Wissen um Siegel und die Aufforderung zum Bündnis gegen die Dämonen mitnehmen. Auf dem Weg dorthin werden sie Zeugen eines zunehmend organisierten Auftretens seitens der Dämonen, geraten jedoch in Miln selbst zwischen die dortigen politischen Fronten.
Nach Asomes Putsch in Everams Füllhorn und dem misslungenen Anschlag auf seine Mutter Inevera zersplittern die krasianischen Machtverhältnisse. Während Mutter und Sohn sich bespitzeln und Geiseln nehmen, versagen die Majah, der zweitgrößte Stamm, die weitere Unterstützung im Krieg und erwirken die Erlaubnis, nach Krasia zurückzukehren. Ashia steht dabei gegen Asome und wird von Inevera mitsamt deren Sohn Kaji nach Dockstadt geschickt, um nach Abban zu suchen, der ebenfalls als verschollen gilt. Sie nimmt dort die Hilfe von Queran an, der rechten Hand Abbans und dem de facto Verwalter von Dockstadt, und lernt unterwegs zudem unfreiwillig Briar kennen, der ihr jedoch helfen will. Sie finden heraus, dass sich Abban in Hasiks Gewalt befindet und von diesem kastriert und gefoltert wird. Zudem kastriert Hasik auch jeden weiteren marodierenden sharum im Gebiet zwischen Angiers und Lakton, dem er habhaft wird, und bringt mehr und mehr dieser Männer dazu, ihm im Kampf zu folgen. Ihr Ziel ist nunmehr allein der Kampf gegen Menschen, daher nehmen sie nicht mehr am alagai’sharak teil. Währenddessen besucht Jardir Everams Füllhorn, offenbart Arlens Plan gegenüber Inevera und verabschiedet sich, zeigt sich aber ebenfalls nicht öffentlich, um nicht die Aufmerksamkeit der Dämonen auf die Stadt zu lenken. Vor seinem Abschied konfrontiert er jedoch Asome, um die krasianischen Kräfte für die bevorstehenden Kämpfe wieder zu vereinen.

### Die Stimmen des Abgrunds
Nach der Rückkehr von Amanvah und Sikvah nach Everams Füllhorn sendet Inevera drei dama’ting in das Tal der Holzfäller, wo diese ausbilden und Leesha teilweise in die Geheimnisse der Wahrsagerei einweihen. Sie sehen gemeinsam einen blutigen Angriff für den kommenden Neumond voraus, dieser trifft jedoch nicht sie, sondern Angiers. Unter den wenigen Flüchtlingen befindet sich auch Araine, die kundtut, dass viele Bewohner noch leben und davon ausgehen, dass auch ihr Duke lebt. In Wirklichkeit haben sich jedoch Dämonenprinzen im abgedunkelten und abgeriegelten Palast niedergelassen und halten die Bewohner in deren Irrglaube wie Vieh. Über Geheimwege dringen Leesha und einige Gefährten in den Palast ein und setzen die Dämonenprinzen dem Sonnenlicht aus. Weiter nördlich steckt Miln in ähnlichen Schwierigkeiten, da die Dämonen über die unterirdischen Kanäle in die Stadt gefunden haben. Die Lage ist ohnehin prekär, da Ragen bereits eine Siedlung vor Miln evakuieren musste. Der Rat der Mütter ernennt ihn zusammen mit Elissa, die seit einer Verletzung ihre Beine kaum gebrauchen kann, nach Euchors Tod zum Herrscherpaar. Im Süden überlässt Inevera Amanvah Everams Füllhorn und reist mit Sikvah nach Dockstadt, wo es zur Kooperation mit den Laktoniern kommt, die ihre Stadt wegen der Dämonen verließen, die mittels großer Wellen vieles zerstörten. Gleichzeitig gelingt es Ashia und Briar, den Unterschlupf von Hasik zu infiltrieren. Dieser wurde von einem Dämonenprinzen gesteuert, den die beiden zusammen mit Abban überwältigen können.
Arlen und Renna sind zusammen mit Jardir und Shanvah sowie Alagai Ka, der von Shanjat Besitz ergriffen hat, auf dem Weg zum Kern der Welt, in dessen Nähe die Dämonenkönigin ihr Gelege hat. Dabei müssen sie sich nicht nur verschiedenen von Magie durchdrungenen Geschöpfen erwehren, sondern treffen auch auf Überbleibsel aus dem Feldzug des ersten Erlösers. Neben einer uralten Festung sind dies auch unterschiedlich stark korrumpierte Wesen, die sie teils bekämpfen, teils vom erneuten Kampf gegen die Dämonen überzeugen. Bei einem Fluchtversuch von Alagai Ka werden Jardir und Arlen vom Rest getrennt. Kurz vor der Begegnung mit der Dämonenkönigin entwischt er ihnen komplett und die beiden fokussieren sich auf den Kampf mit Dämonenprinzen und Gestaltwandlern, die der letzte Schutz der gerade gebärenden Dämonenkönigin sind. Währenddessen haben die anderen drei die beiden eingeholt und nutzen die Ablenkung, um die Dämonenkönigin direkt zu attackieren, wobei Shanvah und Shanjat sterben. Der Tod der alten Königin fördert jedoch die Kraft der sechs neugeborenen Königinnen. Der bereits verletzte Arlen gibt an dieser Stelle den Rufen des Kerns der Welt, die er schon lange hört, nach und offenbart in einem letzten Akt neu erlernte Siegel gegen die Königinnen. Unmittelbar nach deren Tod und Arlens Entschwinden bringt Renna ihren Sohn Darin zur Welt. Nach der Rückkehr zur Oberfläche kommt es zum Friedensschluss zwischen allen freien Städten.

## Aufbau der Welt Thesa

### Magie
Magie begegnet den meisten Einwohner Thesas in Form von Siegeln. Korrekt gezeichnet und angeordnet, schützen die Siegel Häuser und ganze Städte vor den Dämonen, die diese Siegel nicht durchdringen können. Sichtbar wird die Magie einerseits durch aufflackerndes Licht, wenn ein Dämon das Runennetz zu durchdringen versucht, und zum anderen durch den resultierenden Rückstoß des Dämons. Für Wesen, denen größere Mengen an Magie im Körper zu eigen sind, ist die Magie auch im Alltag sichtbar. So erkennen sie sich gegenseitig und den Fluss der Magie selbst, welche wie Nebel durch Kanäle aus dem Kern der Welt aufsteigt und an vielen kleinen Punkten an der Oberfläche austritt. Menschen hingegen können den Fluss der Magie nur mit der Hilfe von Siegeln erkennen, die um die Augen oder auf ein Brillengestell gezeichnet sind.
Jedes Lebewesen hat eine eigene magische Aura. Je mehr magische Energie zur Verfügung steht, desto kräftiger strahlt die Aura. Die Aura eines gewöhnlichen Menschen ist sehr schwach, die von Tieren und Pflanzen noch schwächer, während die der Dämonen verhältnismäßig stark ist. Anhand der Aura kann auch der emotionale Zustand eines Lebewesens erkannt werden. Durch das Töten eines Lebewesens geht ein Teil von dessen Magie auf die Umgebung über, wie unter anderem auf die entsprechende Waffe und den Tötenden. Lebewesen sowie Objekte können diese Magie, vor allem unter Verwendung von Siegeln, für unterschiedlichen Zeitspannen speichern. Menschen können dadurch beispielsweise mehr Kraft erhalten, Objekte hingegen können belastbarer werden.

### Dämonen
Dämonen lassen sich in verschiedenen Gruppen klassifizieren. Die einfachen Dämonen, von anderen Dämonen als Drohnen bezeichnet, treten dabei meist in der Form oder mit Eigenschaften des umgebenden Materials auf. So gibt es Dämonen aus Feuer, Wasser, Wind, Fels, Sand, Ton und Schnee. Manche Dämonen werden auch aufgrund der Lokalisation bestimmt, wie Ufer- oder Felddämonen. Sie folgen meist ihrem Jagdinstinkt und greifen die leichteste Beute an, die sich bietet. Dies können neben Tieren und Menschen auch andere Dämonen sein. Darüber hinaus gibt es Dämonen, die ihre Form frei in die eines anderen Lebewesens ändern können, solange sie es wahrnehmen oder sich vorstellen können. Wie bei Menschen ist jeder Dämon anders, sie variieren unter anderem in Größe und Kraft. Sie alle sind für unbewaffnete Menschen lebensgefährlich, während Sonnenlicht für die Dämonen selbst tödlich ist.
Die sogenannten Dämonenprinzen sind weit intelligenter als Drohnen, beherrschen das Zeichnen von Siegeln und besitzen telepathische Fähigkeiten, mit denen sie sowohl untereinander kommunizieren als auch ungeschützte Menschen beeinflussen können. Unter ihrem Einfluss agieren die Drohnen effizienter und geschlossen. Allerdings sind sie auch empfindlicher gegenüber Licht, sodass sie lediglich in den drei Nächten um Neumond auf der Erdoberfläche aktiv sein können.

### Städte
In Thesa gibt es fünf freie Städte, die in variierenden Formen von Monarchie geleitet werden. Neben diesen gibt es einige Dörfer und kleinere Gehöfte, die ihre Abgaben den freien Städten zuführen. Der Austausch von Steuern und Waren sowie Nachrichten erfolgt durch Kuriere und Jongleure.
- Miln: Miln ist die nördlichste freie Stadt und unter anderem Sitz der Gilde der Kuriere. Sie ist teilweise von Bergen umgeben, wo der Abbau von Stein und Erz erfolgt, und wird von Duke Euchor beherrscht. Tibbets Bach ist eines der Dörfer, das Abgaben an Miln richtet.
- Angiers: Angiers liegt südlich von Miln in einer waldreichen Zone zwischen zwei Flüssen und ist der Sitz der Gilde der Jongleure. Das Einflussgebiet von Duke Rhinebeck umfasst bis zur Unabhängigkeit 334 NR auch das Tal der Holzfäller.
- Lakton: Lakton ist auf einem großen See im Osten von Thesa errichtet worden und lebt von der Fischerei. Die Verbindung zum Festland erfolgt mit Schiffen, die meist in Dockstadt anlegen.
- Rizon: Die Kornkammer von Thesa liegt westlich von Lakton inmitten weiter Felder. Die Stadt wird 333 leicht von der Armee aus Krasia eingenommen und in Everams Füllhorn umbenannt.
- Krasia: Der Wüstenspeer erhebt sich in den Wüsten des tiefsten Südens. Krasia weist neben dem Labyrinth, in dem Dämonen gejagt werden, den Palästen und dem großen Basar auch eine ausgeprägte unterirdische Wohnstruktur auf. Die Kultur hebt sich deutlich von den anderen freien Städten ab, was sich auch durch Sprache und den Kampf gegen Dämonen abzeichnet.

### Kultur

#### Geschichte
In einer lang vergangenen wissenschaftlichen Blütezeit tauchen Dämonen aus dem Kern der Erde auf und dezimieren die Menschheit stark, bis diese den Umgang mit Runen erlernt. Unter der Führung des Erlösers verdrängen sie die Dämonen wieder unter die Oberfläche, ohne sie endgültig zu besiegen. Nachdem dieser Erfolg zur Legende geworden ist, kehren die Dämonen bei der sogenannten Rückkehr zurück und bedrohen die Menschheit erneut. Ab hier setzt die Zeitrechnung ein (Nach der Rückkehr). Es wird auf ein erneutes Auftreten eines Erlösers gehofft, der die Bedrohung ein für alle Mal abwenden soll.

#### Die nördlichen Städte
Die vier nördlichen der freien Städte werden jeweils von einem Duke und dessen Beratern regiert. Sie koexistieren abgesehen von Grenz- und Handelsstreitigkeiten friedlich, da sie auf die gegenseitigen Rohstoffe angewiesen sind. Der Glaube an einen Schöpfer, der die Menschheit für ihre Sünden mit den Dämonen bestraft hat, überwiegt. Die Bewohner flüchten in der Dunkelheit hinter Siegel, ein Kampf gegen die Dämonen findet quasi nie statt. Krieger, Kuriere und Jongleure sind von Männern ausgeführte Berufe und auch sonst ähnelt die Geschlechterrolle der des europäischen Mittelalters. Eine Ausnahme bildet Miln, wo Frauen, die ihre Fruchtbarkeit bewiesen haben, als Mutter ein hohes Ansehen genießen. Zudem gibt es in Miln eine Ständeordnung.

#### Krasia
Die Bevölkerung in Krasia ist in einem Kastensystem aufgeteilt. Das höchste Ansehen genießen die Krieger (sharum) sowie die Priester (dama), insbesondere deren Anführer und allesamt männlich. Die niedrigste Kaste bilden die khaffit wie zum Beispiel Händler. Unterhalb der khaffit rangieren Frauen. Eine Ausnahme bilden die dama’ting, die ausschließlich weiblich sind und sowohl religiöse als auch gesundheitliche Aufgaben bewältigen. Ihnen gehorchen sowohl sharum als auch dama. Des Weiteren teilt sich die Bevölkerung in zwölf unterschiedlich starke Stämme auf, deren Aufgaben, Ansehen sowie Auslegung des Evejah leicht variieren. Der Evejah ist das heilige Buch, auf dem die Kultur in weiten Teilen fußt. Die dama’ting haben als einzige Zugriff auf eine abgewandelte Form, den Evejah'ting. Im Zuge des Krieges werden jedoch verschiedene Regelungen aufgeweicht.

## Charaktere

### Arlen Bales
Arlen wächst als Einzelkind auf dem Hof seines Vaters Jeph nahe Tibbets Bach auf. Nach dem Tod seiner Mutter gelangt mit der Hilfe des Kuriers Ragen 319 NR in die freie Stadt Miln. Er beginnt eine Ausbildung, verlässt 325 NR als Kurier Miln Richtung Süden und erkundet nebenbei Ruinen. Dabei entdeckt er 328 den Speer von Kaji und mit diesem verloren geglaubte Siegel zum Kampf gegen Dämonen. Der in Krasia als Par’chin bekannte Arlen verliert den Speer an Jardir, der ihn in der Wüste aussetzt. Zum Überleben verzehrt Arlen Dämonenfleisch, was ihn an den Rand des Wahnsinns bringt, doch stärkt es auch seine Fähigkeiten im Umgang mit Magie. Mithilfe seiner Notizen tätowiert er sich Kampfsiegel auf den gesamten Körper und nennt sich fortan the painted man. Durch seinen Kampf gegen die Dämonen sehen mehr und mehr Leute, er selbst aber nicht, den Erlöser in ihm. Als er 333 NR Renna unterweist, werden sie ein Paar und heiraten bald darauf.

### Leesha Paper
Leesha (* 306) ist das einzige Kind des Papiermachers Erny und seiner Frau Elona, die im Tal der Holzfäller leben. Sie hat langes schwarzes Haar und blassblaue Augen. Nach einem Zerwürfnis mit ihrem Verlobten Gared Cutter 319 NR orientiert sie sich um und beginnt bei der geachteten Kräutersammlerin Bruna eine Lehre. 326 zieht Leesha nach Angiers, um ihr Repertoire im Spital der Ärztin Jizell zu erweitern. 332 kehrt sie zurück, tritt Brunas Erbe an und übernimmt zunehmend Verantwortung im Tal. So begleitet sie 333 NR Jardir nach Everams Füllhorn, bändelt später mit Count Thamos an und vertritt Interessen des Tals in Angiers. 334 erklärt sie die Unabhängigkeit des Tals. Im selben Zeitraum bringt sie Olive, Kind von ihr und Jardir, zur Welt.

### Rojer Inn
318 im Alter von drei Jahren verliert Rojer beim Brand von Flussbrücke seine Eltern sowie den Zeige- und Mittelfinger einer Hand. Er überlebt zusammen mit dem Jongleur Arrick Sweetsong. Dieser zieht ihn auf und nimmt ihn auf seine Reisen mit, wobei er Rojer sein Können vermittelt. Er erhält den Spitznamen Halfgrip. Kurz vor dem Tod Arricks durch einen Dämon entdeckt Rojer, dass sein Violinenspiel die Dämonen beeinflussen kann. 332 folgt er Leesha ins Tal der Holzfäller, 333 nach Everams Füllhorn. Dort heiratet er Amanvah, die erste Tochter von Jardir und Inevera, als Jiwah Ka, sowie deren Cousine Sikvah als Jiwah Sen. Beide begleiten sein Violinenspiel mit Gesang, wodurch sich der Einfluss auf Dämonen verstärkt. Die musikalisch talentierte Kendall wird kurz darauf seine dritte Ehefrau.

### Ahman asu Hoshkamin am’Jardir am’Kaji
Jardir (* 296) aus dem Stamm Kaji wird in Krasia zum sharum (Krieger) erzogen. Während seines Aufstiegs zum Sharum Ka (ersten Krieger von Krasia) freundet er sich mit dem Par’chin an, dem er das Relikt Speer von Kaji abnimmt. Mithilfe des Speers und seiner Anhänger, insbesondere aber seiner ersten Frau, der dama’ting Inevera, putscht er sich zum Anführer von Krasia und lässt sich als Shar’Dama Ka ausrufen. Nach dem Fund der Krone von Kaji zieht er in den Krieg gegen die nördlichen Städte, um diese anschließend vereint gegen die Dämonen zu führen. Er hat zahlreiche Nebenfrauen aus jedem Stamm Krasias und mehr als 70 leibliche Kinder, die ersten drei sind Jayan, Asome und Amanvah.

### Abban am’Haman am’Kaji
Abban ist ein reicher Händler des Kaji Stamms aus Krasia, der seit einem Sturz beim Training der Krieger humpelt und der verachteten Kaste der khaffit angehört, was ihn aber keineswegs stört. Er freundet sich mit dem Par’chin an und wird wegen seiner Kenntnisse der nördlichen Sprache Berater beim späteren Feldzug von Jardir. Seine Jiwah Ka Shamavah unterstützt und berät ihn. Auch nach Jardirs Verschwinden stützen sich Inevera und Jayan auf sein Wissen, wodurch Abban weiter an Einfluss gewinnt, reicher wird und eigene Krieger befehligt. Bei der Niederlage bei Angiers fällt er in Hasiks Hände, der ihn jeden kommenden Tag foltert.

### Inevera vah Kasaad am’Damaj am’Kaji
Inevera (* 293), deren Name so viel wie Everams Wille bedeutet, ist die Tochter des sharum Kasaad und Manvah. Sie hat schwarze Haare und einen älteren Bruder, Soli, der als sharum schwer verletzt wird, den Todesstoß jedoch von Kasaad erhält. Als Neunjährige wird sie von ihren Eltern getrennt und der Ausbildung zur dama’ting unterzogen, ein äußerst seltenes Vorkommen. Bei einer Behandlung lernt sie Jardir kennen, dessen erste Frau sie später wird. Diese sowie viele weitere Entscheidungen macht sie von ihren siegelverzierten Würfeln abhängig, welche ihr sowie allen anderen dama’ting Pfade der Zukunft zeigen. Nach Jardirs Verschwinden führt sie Krasia aus dem Hintergrund heraus, zwischenzeitlich in Rivalität zu ihrem Sohn Asome.

### Renna Tanner
Renna wächst als jüngste von drei Töchtern auf dem Hof ihres Vaters Harl auf, welcher alle drei früher oder später vergewaltigt. Als Renna ihn im Affekt tötet, entkommt sie nur knapp der Todesstrafe. Sie schließt sich 333 NR Arlen an, von dem sie schnell den Kampf gegen Dämonen erlernt. Sie werden ein Paar und um Arlen nie von der Seite weichen zu müssen, verzehrt auch sie Dämonenfleisch. Nach der Hochzeit trägt sie den Namen Renna Bales.

### Weitere
- Ragen: Kurier aus Miln, der zum Gildenmeister aufsteigt. Seine Frau Elissa ist die Tochter der Countess Thresha und wird zweifache Mutter.
- Gared Cutter: Ehemals Verlobter von Leesha, der trotz einfacherem Gemüts durch seine bloße Kraft und Leistung zum Baron in Angiers Diensten aufsteigt. Er heiratet 334 Emelia.
- Wonda Cutter: Sie wuchs im Tal der Holzfäller auf und kämpft als Bogenschützin. Sie wird zur ersten sharum’ting (weibliche Kriegerin Krasias) ernannt und fungiert als Leeshas Leibwache.
- Hasik: Jardirs Kontrahent in der Ausbildung zum sharum, später sein ajin’pal (Blutsbruder) und Beschützer. Verheiratet mit Jardirs Schwester Hanya und Vater von Sikvah. Fällt bei Jardir in Ungnade und wird auf Abbans Betreiben kastriert. Tötet in den Wirren des Kampfes um Angiers Jayan, nimmt Abban gefangen und gründet eine Armee von Eunuchen.
- Ashan: Trifft während seiner Ausbildung zum dama Jardir und wird sein engster Berater und Freund. Er führt den Stamm Kaji an, bis er nach Jardirs Verschwinden den Thron besteigt.
- Thamos: Jüngster Bruder des Duke Rhinebeck von Angiers und ab 333 Count im Tal der Holzfäller sowie dem umgebenden Land und Liebhaber von Leesha.
- Asome: Zweiter Sohn Jardirs, zum dama ausgebildet. Zeugt mit seiner Frau Ashia den Jungen Kaji, lebt davon abgesehen jedoch als push’ting (schwul). Putscht sich 334 NR an die krasianische Führung.
- Amanvah: Erste Tochter von Jardir und Inevera, zur dama’ting ausgebildet. Heiratet 333 Rojer als Jiwah Ka und wird 334 zur damaji’ting des Stammes Kaji.
- Sikvah: Tochter von Hasik und Nichte von Jardir, die zur kai’ting (Stufe unter dama’ting) ausgebildet wurde. Sie heiratet Rojer als zweite und ist somit dessen erste Jiwah Sen.
- Ashia: Tochter von Ashan und Nichte von Jardir, ebenfalls zur kai’ting ausgebildet und Frau von Asome, Mutter von Kaji.
- Briar: Waise krasianischer Abstammung, der nahe Lakton aufwuchs. Er bevorzugt das Leben in der Wildnis und nutzt seine Kenntnisse dort, um während des Krieges für Lakton zu spionieren.

## Auflagen und Begleitwerk
Die deutsche Erstausgabe sämtlicher bisher erschienener Bücher erfolgte im Heyne Verlag. Aus dem Englischen wurden sie von Ingrid Herrmann-Nytko übersetzt. Der abschließende fünfte Band The core wurde in der deutschen Übersetzung in zwei Bücher aufgeteilt. Die Zeitangabe in den Bücher rechnet seit dem Rückkehr-Event und wird in NR (Nach der Rückkehr) angegeben.
| Band   | Titel                     | Originaltitel                             | Erscheinungsjahr                                       | Jahr der Handlung | Seitenzahl (dt. Erstausgabe) | ISBN (dt. Erstausgabe) |
| ------ | ------------------------- | ----------------------------------------- | ------------------------------------------------------ | ----------------- | ---------------------------- | ---------------------- |
| 1      | Das Lied der Dunkelheit   | The painted man (US-Titel The warded man) | 2008 (Vereinigtes Königreich) 2009 (Deutschland & USA) | 318-332 NR        | 797                          | 978-3-453-52476-7      |
| 2      | Das Flüstern der Nacht    | The desert spear                          | 2010 (USA) 2010 (Deutschland)                          | 305-333 NR        | 1007                         | 978-3-453-52611-2      |
| 3      | Die Flammen der Dämmerung | The daylight war                          | 2013 (USA) 2013 (Deutschland)                          | 300-333 NR        | 1055                         | 978-3-453-52474-3      |
| 4      | Der Thron der Finsternis  | The skull throne                          | 2015 (USA) 2015 (Deutschland)                          | 327-334 NR        | 1020                         | 978-3-453-31573-0      |
| 5      | Das Leuchten der Magie    | The core (erster Teil)                    | 2017 (USA) 2017 (Deutschland)                          | 334 NR            | 956                          | 978-3-453-31574-7      |
| 6      | Die Stimmen des Abgrunds  | The core (zweiter Teil)                   | 2017 (USA) 2018 (Deutschland)                          | 334-335 NR        | 558                          | 978-3-453-31938-7      |
| Zusatz | Der große Basar           | The great bazaar and other stories        | 2010 (Deutschland)                                     | -                 | 237                          | 978-3-453-52708-9      |
| Zusatz | -                         | Brayan’s gold                             | 2011 (USA)                                             | -                 | -                            | -                      |
| Zusatz | Das Erbe des Kuriers      | Messenger’s legacy                        | 2015 (Deutschland)                                     | -                 | 189                          | 978-3-453-31682-9      |
| Zusatz | Selias Geheimnis          | Barren                                    | 2018 (Deutschland)                                     | -                 | 223                          | 978-3-453-31970-7      |
| Zusatz | Das Feuer der Dämonen 1   | -                                         | 2020 (Deutschland)                                     | -                 | 542                          | 978-3-453-32053-6      |

### Sequel – Nightfall Saga
15 Jahre nach dem Schlusspunkt der Dämonensaga setzt die Erzählung der Nightfall Saga ein, die ebenfalls in der Welt von Thesa spielt und die Kinder der Protagonisten, angeführt von Olive Paper und Darin Bales, begleitet. Der erste Band Der Prinz der Wüste (englisch The desert prince) wurde in der ersten Augustwoche 2021 in den USA und Großbritannien veröffentlicht. In Deutschland steht er seit dem 11. Oktober 2021 zum Verkauf.
Seit März 2024 ist nun auch der 2. Teil der Nightfall Saga Die Fürstin der Schatten (englisch The Hidden Queen) veröffentlicht.

## Resonanz
“Inspired, compelling, and totally addicitve: [The Demon Cycle is] the most significant and cinematic fantasy epic since The Lord of the Rings.”

„Begeisternd, unwiderstehlich und absolut süchtig machend: [Die Dämonensaga ist] die bedeutendste und verfilmungswürdigste Fantasyerzählung seit Der Herr der Ringe.“

“This is an epic saga, but though the survival of an entire world hangs in the balance, the storyline never grows so vast that we disconnect. The intimate connections we form with so many characters helps keep us grounded, the stakes personal, the urgency of the quest pressing, but victory yet attainable.”

„Die Buchreihe ist episch, doch auch wenn die Welt auf Messers Schneide steht, hebt die Erzählung nie überwältigend ab. Die intime Beziehung zwischen den Charakteren und dem Leser hält den Leser bodenständig und das Bestehen der Quest dennoch in Reichtweite.“

Auf der Seite LovelyBooks erhält die Buchreihe zusammenfassend 4,4 von 5 Sternen bei 2.466 Bewertungen.

## Adaptionen

### Hörbuch
Unter dem Titel Demon Zyklus erschienen zwischen 2017 und 2018 die sechs deutschsprachigen Hauptbände bei Audible, gelesen von Jürgen Holdorf.

### Film
Noch vor Veröffentlichung des zweiten Bandes sicherten sich 2009 die Filmproduzenten Paul W. S. Anderson und Jeremy Bolt die Filmrechte, gaben diese später jedoch zurück. 2016 wurden die Filmrechte an Spike Seldin und Hans Futterman vergeben.